# Campidano di Oristano
Il Campidano di Oristano è una sub-regione della Sardegna occidentale.
Il territorio apparteneva anticamente al giudicato di Arborea, e corrisponde a quello delle curatorie di: 
- Campidano di Milis;
- Campidano Maggiore (o di Cabras);
- Campidano di Simaxis;
- Usellus;
- Montis;
- Bonorzuli.